# Preguiça-de-bentinho
Preguiça-de-bentinho, preguiça-de-três-dedos ou preguiça-do-norte (nome científico: Bradypus tridactylus) é uma espécie nativa do Brasil (Amapá, Amazonas, Pará, Roraima), Guianas (Guiana Francesa, Guiana e Suriname) e Venezuela, ocorrendo somente na região centro norte da América do Sul. É uma espécie que co-ocorre (simpatria) com a preguiça-comum (Bradypus variegatus) ao longo da margem norte do rio Amazonas. Possui preferência por florestas neotropicais, úmidas, com copas densas e volumosas. São animais arborícola com atividade catameral (tanto diurna quanto noturna), porém com predominância noturna. São herbívoros, se alimentam de frutos, flores e em sua maioria, folhas. Em vida livre seus principais predadores são os felinos, como a onça-pintada (Panthera onca) e o gato-maracajá (Leopardus wiedii), cobras, como a sucuri (Eunectes sp.) e ave de rapina como a Harpia (Harpia harpyja). Os bichos-preguiças se caracterizam por ter duas famílias, de acordo com o número de dedos, duas ou três garras, sendo megaloniquídeos e bradipodídeos respectivamente.

## Descrição morfológica
Possui pelagem marrom acinzentada, com uma mancha amarela na região da testa e garganta e nos ombros pelagem mais escura. Seus filhotes são mais cinzentos que os adultos. Possuem dimorfismo sexual por uma mancha negra e amarelo-alaranjado no dorso (espéculo) dos machos e pelo tamanho, pois as fêmeas são maiores que os machos. Na região de simpatria é muito difícil distinguir morfologicamente as espécies B. tridactylus e B. variegatus, com exceção da ausência de pelo negro em volta dos olhos e presença de pelo amarelo no rosto e garganta nas preguiças-de-bentinho.

## Ecologia
As densidades populacionais de preguiça-de-bentinho variam de 0,09 a 2,21 indivíduos por hectare. Sua área de ocupação ainda não foi bem definida, entretanto é maior que 2.000km². Seu habitat consiste em florestas tropicais, onde preferem as árvores altas e de copa densa e volumosa, e de preferência com cipós para poderem se pendurar. São herbívoros, se alimentam de folhas, brotos, flores e frutos de poucas espécies de árvores (embaúbas, ingazeiras e figueiras são as principais). O acasalamento desta espécie ocorre sobre as árvores. O período de gestação leva, em média, 11 meses. Os cuidados com os filhotes se estendem até o s 9 meses (variável), onde são carregados no dorso pelas mães. Em geral, gera-se apenas um filhote por gestação, que nasce com cerca de 160g a 290g e 140 mm a 180 mm de comprimento. A independência juvenil ocorre por volta dos 5 meses e a maturidade sexual por volta dos 3 anos.

## Comportamento
Associada a gestos lentos, a preguiça-de-bentinho passa a maior parte do dia dormindo (em média 14 horas). A postura de dormir preferida é sentar-se no ramo horizontal, segurar o tronco vertical com os membros posteriores, enrolar a cabeça e o pescoço no peito, e enrolar ambos os membros anteriores ao redor da cabeça e do corpo. Quando forrageando, se suspende sob os galhos pendurados por suas garras. A preguiça-de-bentinho é predominantemente solitário e raramente desce de sua árvore. Quando resolvem se movimentar, isso é à noite, em função da temperatura menor. A defesa contra o predador inclui o animal ficando muito quieto, deixando a pele bem camuflada e rica em algas esconder o animal entre a vegetação arbórea.

## Conservação
É uma espécie de ocorrência ampla, que não possui grandes vetores de ameaça identificados. Está presente em várias áreas protegidas. Está classificada em um grau LC (pouco preocupante) tanto em escala nacional (ICMBio), quanto global (IUCN). Porém, para que este quadro não se inverta é preciso diminuir o desmatamento e manter as áreas de reserva biológica.

## Distribuição geográfica
É encontrada desde o delta do rio Orinoco na Venezuela, nas terras altas do Amazonas, através das florestas da Guiana, Suriname, Guiana Francesa até o norte do Brasil. Por isso, é dita como uma espécie comum na região centro norte da América do Sul. Entre os biomas brasileiros, essa espécie só é encontrada na Amazônia. E está presente nos estados do Amapá, Amazonas, Pará e Roraima. Sua distribuição total é de 473.562km² (valor calculado para a Oficina de Avaliação do Estado de Conservação de Xenarthra Brasileiros). A preguiça-de-bentinho é encontrada em áreas protegidas no Brasil como na Reserva Biológica Adolpho Ducke e Parque Estadual do rio Negro, no Amazonas, em áreas protegidas do Pará, como a Floresta Nacional Saracá-Taquera e Reserva Biológica do Rio Trombeta, na Floresta Nacional do Amapá e Parque Nacional Montanhas do Tumucumaque e em Roraima no Parque Nacional do Viruá e Estação Ecológica de Maracá (ESEC Maracá).